# Championnat d'Irlande du Nord de football 1978-1979
Navigation
Édition précédente Édition suivante
Le 77e Championnat d'Irlande du Nord de football se déroule en 1978-1979. Linfield FC remporte son trente deuxième titre de champion d’Irlande du Nord avec six points d’avance sur le deuxième Glenavon FC. Ards FC, complète le podium.  
Avec 21 buts marqués,   Tommy Armstrong de Ards FC remporte le titre de meilleur buteur de la compétition.

## Les 12 clubs participants
| Club             | Stade                 | Capacité | Ville       |
| ---------------- | --------------------- | -------- | ----------- |
| Ards FC          | Castlereagh Park      |          | Newtownards |
| Ballymena United | The Showgrounds       |          | Ballymena   |
| Bangor FC        | Clandeboye Park       |          | Bangor      |
| Cliftonville FC  | Solitude              |          | Belfast     |
| Coleraine FC     | The Showgrounds       |          | Coleraine   |
| Crusaders FC     | Seaview               |          | Belfast     |
| Distillery FC    | New Grosvenor Stadium |          | Lisburn     |
| Glenavon FC      | Mourneview Park       |          | Lurgan      |
| Glentoran FC     | The Oval              |          | Belfast     |
| Larne FC         | Inver Park            |          | Drumahoe    |
| Linfield FC      | Windsor Park          |          | Belfast     |
| Portadown FC     | Shamrock Park         |          | Portadown   |

## Compétition

### Classement
Le classement est établi sur le barème de points classique (victoire à 2 points, match nul à 1, défaite à 0).
| Rang | Équipe           | Pts | J  | G  | N | P  | Bp | Bc | Diff |
| ---- | ---------------- | --- | -- | -- | - | -- | -- | -- | ---- |
| 1    | Linfield FC T    | 34  | 22 | 14 | 6 | 2  | 46 | 21 | +25  |
| 2    | Glenavon FC      | 28  | 22 | 11 | 6 | 5  | 42 | 30 | +12  |
| 3    | Ards FC          | 27  | 22 | 11 | 5 | 6  | 47 | 34 | +13  |
| 4    | Glentoran FC     | 26  | 22 | 9  | 8 | 5  | 36 | 33 | +3   |
| 5    | Portadown FC     | 25  | 22 | 10 | 5 | 7  | 35 | 27 | +8   |
| 6    | Larne FC         | 24  | 22 | 10 | 4 | 8  | 42 | 35 | +7   |
| 7    | Cliftonville FC  | 21  | 22 | 7  | 7 | 8  | 31 | 29 | +2   |
| 8    | Coleraine FC     | 20  | 22 | 7  | 6 | 9  | 29 | 30 | -1   |
| 9    | Crusaders FC     | 20  | 22 | 6  | 8 | 8  | 30 | 33 | -3   |
| 10   | Bangor FC        | 18  | 22 | 5  | 8 | 9  | 28 | 40 | -12  |
| 11   | Ballymena United | 14  | 22 | 4  | 6 | 12 | 25 | 46 | -21  |
| 12   | Distillery FC    | 7   | 22 | 2  | 3 | 17 | 19 | 52 | -33  |

| Légende : Qualifications et relégations | Légende : Qualifications et relégations                                      |
| --------------------------------------- | ---------------------------------------------------------------------------- |
|                                         | Coupe d'Europe des Clubs champions 1979-1980                                 |
|                                         | Coupe d'Europe des vainqueurs de coupe 1979-1980                             |
|                                         | Coupe UEFA 1979-1980                                                         |
|                                         | Relégation en deuxième division                                              |
|                                         | T : Tenant du titre C : Vainqueurs de la Coupe d'Irlande du Nord de football |

## Bilan de la saison
| Tableau d'Honneur                         |                 |
| Compétition                               | Vainqueur       |
| Championnat d'Irlande du Nord de football | Linfield FC     |
| Coupe d'Irlande du Nord de football       | Cliftonville FC |

| Promotions et relégations |       |
| Relégués                  | Aucun |
| Promus                    | Aucun |

## Statistiques

### Meilleur buteur
- Tommy Armstrong, Ards FC, 21 buts